# Derechos de las mujeres en Azerbaiyán
La igualdad de derechos entre hombres y mujeres en Azerbaiyán es un principio constitucional que estipula que hombres y mujeres son iguales ante la ley. Azerbaiyán, que es un Estado laico, ha elegido comprometerse con la vía de las reformas que conducen al máximo respeto del derecho de la mujer. 

## Derecho al voto
Azerbaiyán instauró tras finalizar la Primera Guerra Mundial, el derecho al voto femenino. Lo hizo después de la proclamación de la primera República Democrática de Azerbaiyán, el 28 de mayo de 1918. Un siglo más tarde el gobierno azerbaiyano acreditó a la Liga del Derecho Internacional de las Mujeres con el fin de comprobar los avances llevados a cabo en materia de "sus" derechos.

## Azerbaiyanas en la política
En 2019, tras las elecciones celebradas en 2015, la presencia de mujeres en la Asamblea Nacional de la República de Azerbaiyán es de un 16,8 % de mujeres. 119 h / 20 m frente al 11 % de una década atrás.
En lo que respecta a los ayuntamientos según un estudio elaborado por la Organización para la Seguridad y Cooperación en Europa (OSCE), el porcentaje de mujeres concejalas ha pasado del 4% al 26,5% entre 2004 y 2009.
En 2002 el Parlamento votó a favor de situar mujer al frente de la Mediación Nacional, el equivalente a ls oficina del Defensor del Pueblo. 

## Empleo
A pesar del incremento del desempleo que ha seguido al desmembramiento de la URSS, aumenta el número de azerbaiyanas que tienen un empleo, especialmente en la empresa privada y en sectores como recursos humanos, comunicación y servicios. En la legislación laboral azerbaiyana se han introducido una serie de artículos que refuerzan la protección de las madres trabajadoras flexibilizando los horarios y previendo determinados permisos. 
El Parlamento aprobó en 2006 una ley de igualdad entre hombres y mujeres haciendo hincapié en la igualdad de oportunidades en los procesos de selección y promoción y en la igualdad de salarios. 
Según un estudio elaborado conjuntamente por el Banco Europeo de Reconstrucción y Desarrollo (BERD) y la International Finance Corporation (IFC), solo el 12% de las estudiantes obtienen un título superior, frente al 33% en el caso de los varones. El factor "educación" es un elemento primordial para reducir las diferencias entre los derechos del hombre y de la mujer. Permitiría, entre otras cosas, cambiar la diferencia existente entre ambos sexos en lo que a tasa de empleo se refiere –67% para las mujeres frente al 77% en el caso de los hombres, tal como recoge un informe del Programa de Naciones Unidas para el Desarrollo elaborado en el año 2009.

## PNUD en Azerbaiyán

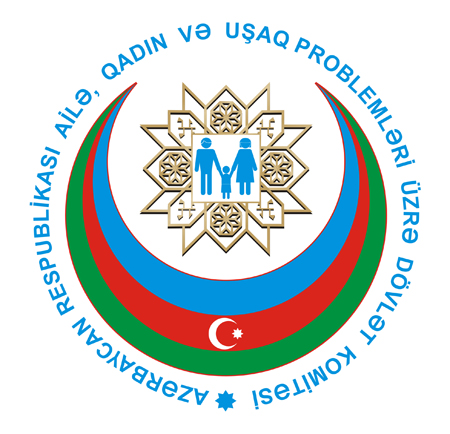
Logo del Comité estatal para los asuntos de la familia, las mujeres y los niños

En la pequeña ciudad rural de Sabirabad, el PNUD trabaja con el Comité estatal para los asuntos de la familia, las mujeres y los niños para crear un entorno seguro con el fin de que las mujeres formen parte de la vida social y económica. 
Los principales objetivos del proyecto son estimular la actividad económica entre las mujeres rurales y fortalecer su rol en la toma de decisiones local. El proyecto también sensibiliza al sector privado y al público en general sobre asuntos de género y los beneficios de promover la participación de las mujeres. Más de 200 mujeres se han beneficiado de capacitaciones y seminarios en emprendimiento y otros temas en el Centro de Recursos de las Mujeres en Sabirabad. El proyecto ha apoyado el establecimiento y la expansión de 12 negocios liderados por mujeres; incluso, algunas dan empleo a otras mujeres de la comunidad.
Asimismo, el PNUD en Azerbaiyán trabajó con los funcionarios del Comité estatal para ayudarlos a desarrollar políticas relevantes e intervenciones programáticas para el empoderamiento económico de las mujeres rurales.

La Presidenta Adjunta del Comité estatal, Sadagat Gahramanova, acogió el éxito del proyecto y espera prosperar en esta alianza.
"El Comité estatal para los asuntos de la familia, las mujeres y los niños y el PNUD se unieron, trabajaron arduamente y compartieron conocimientos para empoderar a las mujeres, a las personas que crean las generaciones futuras. Estamos dispuestos a cooperar en esta área con el PNUD, no solo a nivel local, sino también regional." 

## Otros documentos
Comité para la Eliminación de la Discriminación contra la Mujer  - Grupo de trabajo anterior al período de sesiones (20 de julio a 7 de agosto de 2009)